# Wolfgang Schneiderhan
Wolfgang Schneiderhan (né le 28 mai 1915 à Vienne - mort le 18 mai 2002 à Vienne) est un violoniste autrichien.

## Biographie
Après avoir fait de courtes études avec Otakar Ševčík à Písek, il a étudié avec Julius Winkler à Vienne. À l'âge de 10 ans, il a joué en public la Chaconne en ré mineur de Bach. L'année suivante, il a fait ses débuts à Copenhague en jouant le Concerto pour violon de Mendelssohn. Il a vécu en Angleterre quelque temps à partir de 1929, où il a donné des concerts avec des artistes tels que Maria Jeritza, Feodor Chaliapine, Jan Kiepura et Paul Robeson.
Retourné à Vienne, il est devenu le violon solo de l'Orchestre symphonique de Vienne de 1933 à 1937, et de 1937 à 1951 de l'Orchestre philharmonique de Vienne. Il a cependant poursuivi sa carrière de soliste en concert et dans des enregistrements.
Il serait devenu membre du Parti Nazi en 1940 pour pouvoir continuer sa carrière artistique, selon les dires du Daily Telegraph (qui n'en fournit pas de preuves documentées), juste au lendemain de la mort du violoniste, ce qu'aucune autre source n'atteste.
Il a été le soliste pour la création à Vienne du Concerto pour violon d'Elgar en 1947.
Il a formé en 1938 un quatuor à cordes avec Otto Strasser, Ernst Morawec et Richard Krotschak qui portait le nom de Schneiderhan-Quartett et qui s'est produit jusqu'en 1951. Après le décès de Georg Kulenkampff en 1948, il a remplacé Kulenkampff dans le fameux trio avec piano avec Edwin Fischer et Enrico Mainardi.
En septembre 1952 il a fait avec Wilhelm Kempff les enregistrements de référence chez Deutsche Grammophon des dix sonates pour violon de Beethoven. Il en a réalisé plus tard un autre enregistrement avec Carl Seemann, pianiste avec lequel il a enregistré aussi 13 sonates pour violon et piano de Mozart et les 3 sonates de Brahms, toujours chez Deutsche Grammophon.
Il a occupé des postes d'enseignement à Salzbourg, Vienne et Lucerne. En 1956 il a fondé le Lucerne Festival Strings en compagnie de Rudolf Baumgartner. Il a joué en 1959 la première du Concerto funèbre dans la version révisée de son ami Karl Amadeus Hartmann.
Grand interprète de la musique de son temps (il fut le dédicataire du concerto de Frank Martin), c'était également un remarquable beethovénien.
Il était l'époux de la soprano Irmgard Seefried. Ils ont eu trois filles dont l'actrice Mona Seefried (née en 1957).
Son frère ainé Walter Schneiderhan (9 avril 1901, Vienne - 21 décembre 1978, Vienne), qui avait étudié aussi avec Otakar Ševčík à Písek, a été premier violon du Symphonique de Vienne. Son homonyme le général Wolfgang Schneiderhan (né en 1946), Chef d'Etat-Major de la Bundeswehr de 2002 à 2009, est son neveu.